# Вестерноррланд

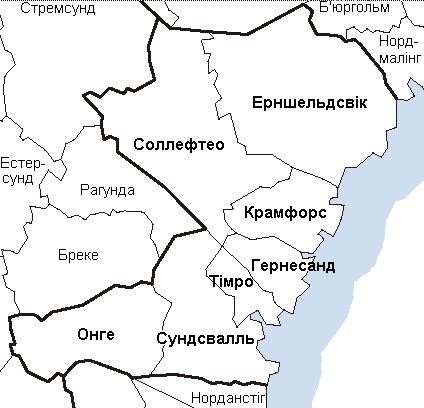
Комуни лену Вестерноррланд

Вестерноррланд (швед. Västernorrlands län) — лен на узбережжі Балтійського моря на півночі Швеції в ландскапах (провінціях) Онгерманланд та Медельпад. Межує з ленами Ємтланд, Євлеборґ і Вестерботтен. Адміністративний центр — Гернесанд.

## Адміністративний поділ
Адміністративно лен Вестерноррланд поділяється на 7 комун:
1. Комуна Гернесанд (Härnösands kommun)
2. Комуна Ерншельдсвік (Örnsköldsviks kommun)
3. Комуна Крамфорс (Kramfors kommun)
4. Комуна Онге (Ånge kommun)
5. Комуна Соллефтео (Sollefteå kommun)
6. Комуна Сундсвалль (Sundsvalls kommun)
7. Комуна Тімро (Timrå kommun)

## Найбільші міста
Станом на 2010 рік:
| Місто        | Населення |
| ------------ | --------- |
| Сундсвалль   | 50 712    |
| Ерншельдсвік | 28 991    |
| Гернесанд    | 17 556    |
| Тімро        | 10 443    |
| Соллефтео    | 8 562     |